# Leptogaster decellei
Leptogaster decellei là một loài ruồi trong họ Asilidae. Leptogaster decellei được Oldroyd miêu tả năm 1968. Loài này phân bố ở vùng nhiệt đới châu Phi.